# Theodor Engelbrecht
Theodor Elias August Benjamin Engelbrecht (Halchter, 18 gennaio 1813 – Braunschweig, 4 agosto 1892) è stato un medico tedesco.

## Biografia
Studiò medicina presso l'Università di Göttingen e nel 1844 fu nominato professore presso l'Istituto chirurgico-anatomico di Braunschweig. Nel 1861 ricevette la carica di ufficiale medico del Ducal Medical College. Nel 1862 indusse il governo a fondare l'Istituto Pomologico e fu il primo presidente della Società pomologica tedesca (Deutscher Pomologen-Verein) (1880-89).